# ヨハネス・リュードベリ
ヨハネス・リュードベリ（Johannes Rydberg、愛称はヤンネ Janne、1854年11月8日 - 1919年12月28日）は、スウェーデンの物理学者である。分光学に関するリュードベリの式で知られる。
スウェーデンのハルムスタードに生まれた。ルンド大学で数学を学んだ。ルンド大学で数学の講師になったが、1882年に物理学の講師になり、1901年に教授になり、1914年に病気で教授職を継続できなくなった1919年までルンド大学の教授職にあった。シーグバーンは彼の弟子である。1919年にロンドン王立協会の外国人会員に選出されている。
リュードベリの業績は1890年に励起された原子のスペクトルの波長が整数の組み合わせの式で表されることを示したことである。
{\displaystyle {1 \over \lambda }=R\left({1 \over {n^{2}}}-{1 \over {m^{2}}}\right)}
ここで係数Rがリュードベリ定数。λは光（線スペクトル）の波長、n,mは適当な整数である。